# Víctor Wouk
Víctor Wouk (Nueva York, 1919 - íd., 19 de mayo de 2005) fue un ingeniero eléctrico, investigador e inventor estadounidense, pionero en el desarrollo de coches eléctricos y vehículos híbridos, hermano del escritor Herman Wouk.

## Biografía
De familia judía, se licenció en la Universidad de Columbia en 1939 y se doctoró en 1942 en el Instituto de Tecnología de California (CalTech) con la tesis Electricidad estática generada durante la distribución de gasolina. Después de trabajar para Westinghouse Electric en la Segunda Guerra Mundial, fundó la Beta Electric Corporation, convirtiéndola en una importante fuente de suministro de energía de alta tensión antes de venderla en 1956. Su interés por fuentes alternativas de energía para los automóviles comenzó en 1962, cuando el fundador de Motorola le pidió consejo sobre un coche eléctrico que había desarrollado; ello le hizo sentir interés por los sistemas de alimentación de baterías. Entre los años 1960 y 1970, con motivo de la crisis mundial del petróleo y la confección de un programa estatal para desarrollar prototipos de coches limpios y no contaminantes que ahorraran energía, obtuvo una suma para elaborar prototipos de vehículos eléctricos e híbridos y con ayuda del doctor Charles L. Rosen logró crear uno modelo Buick Skylark, alimentado con 20 kilovatios de motor eléctrico y un motor de gasolina RX-2 Mazda. El vehículo fue probado por la Agencia de Protección Ambiental en Ann Arbor; fue el único en superar todos los requisitos reclamados, alcanzó una velocidad de 85 kilómetros por hora y consiguió economizar más del doble de lo que el vehículo de la misma marca consumía con motor de gasolina, aplicando un tipo de frenos regenerativos que recolectaban la energía cinética dispersada en los parones en forma de fricción y calor; además, las emisiones contaminantes del vehículo se redujeron a un 9 por ciento. Este trabajo pionero le ganó el apodo de "Abuelo de vehículos eléctricos e híbridos en los Estados Unidos"; sin embargo, la idea no cundió tras superarse la crisis del petróleo y sólo aparecieron los primeros híbridos en el mercado a fines de los años 90 en Japón (el Toyota Prius, 1997) y luego en Estados Unidos, inspirados en sus patentes. Wouk investigó también sobre el uso de semiconductores en motores eléctricos y participó también activamente en el campo de la normalización o estandarización del vehículo eléctrico y en comités técnicos como el IEC TC69 y el ISO TC22 SC21 para vehículos eléctricos. Seguía siendo miembro activo de estas comisiones hasta la década de 2000. Murió el 19 de mayo de 2005 en su casa de Nueva York. Le sobreviven su esposa Joy y sus hijos Jonathan y Jordan. Los archivos de Victor Wouk se Conservan en el Caltech.